# Kocmyrzów (gromada)
Kocmyrzów (do 29 VI 1960 Dojazdów) – dawna gromada, czyli najmniejsza jednostka podziału terytorialnego Polskiej Rzeczypospolitej Ludowej w latach 1954–1972.
Gromady, z gromadzkimi radami narodowymi (GRN) jako organami władzy najniższego stopnia na wsi, funkcjonowały od reformy reorganizującej administrację wiejską przeprowadzonej jesienią 1954 do momentu ich zniesienia z dniem 1 stycznia 1973, tym samym wypierając organizację gminną w latach 1954–1972.
Gromadę Kocmyrzów z siedzibą GRN w Kocmyrzowie utworzono 30 czerwca 1960 roku w powiecie krakowskim w woj. krakowskim w związku z przeniesieniem siedziby GRN gromady Dojazdów z Dojazdowa do Kocmyrzowa i przemianowaniem jednostki na gromada Kocmyrzów; równocześnie do gromady Kocmyrzów przyłączono obszar zniesionej gromady Czulice (bez wsi Wróżenice).
W kwietniu 1969 dla gromady ustalono 17 członków gromadzkiej rady narodowej. 1 stycznia 1970 gromada składała się ze wsi: Czulice, Dojazdów, Głęboka, Karniów, Kocmyrzów, Krzysztoforzyce, Łuczanowice, Sulechów i Węgrzynowice.
Gromada przetrwała do końca 1972 roku, czyli do kolejnej reformy gminnej. 1 stycznia 1973 utworzono gminę Kocmyrzów-Luborzyca z siedzibą gminnej rady narodowej w Kocmyrzowie (obecnie siedziba gminy znajduje się w Luborzycy), w skład której wszedł zdecydowanie większy obszar zniesionej gromady Kocmyrzów. Jedynie Łuczanowice włączono do Krakowa (do Krakowa włączono jeszcze 13 lat później – 1 stycznia 1986 – Węgrzynowice).